# Jakub Janovský
Jakub Janovský (4. srpna 1876 Břest – 6. května 1967 Břest) byl československý zemědělec a politik, meziválečný poslanec a senátor Národního shromáždění za Československou stranu lidovou.

## Biografie

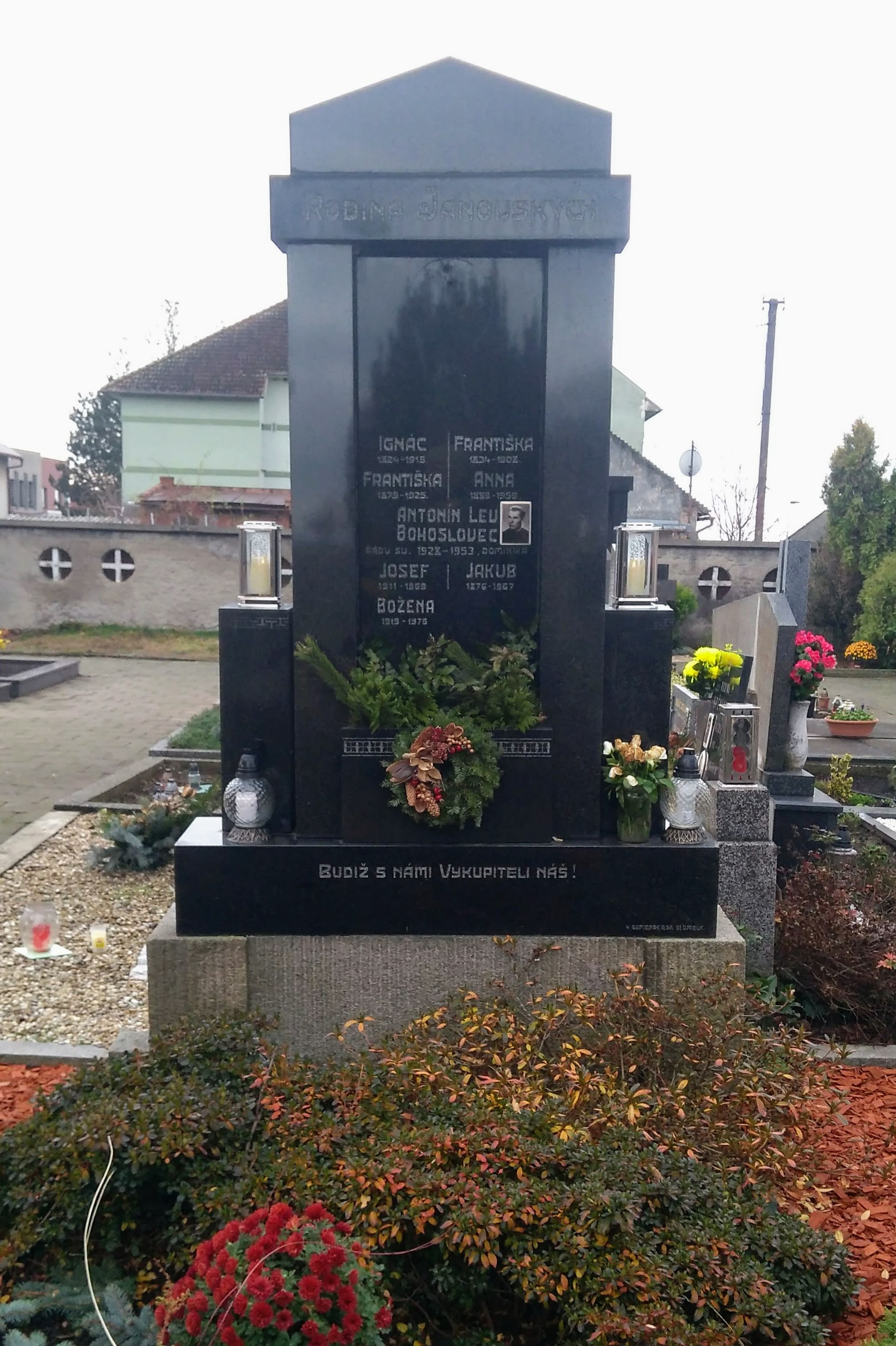
Rodinná hrobka, hřbitov Břest

Pocházel z osmi dětí. Od mládí hospodařil na zděděném pozemku v Břestu u Kroměříže. Působil již ve Šrámkově Moravsko-slezské křesťansko-sociální straně na Moravě a organizoval především její domkářsko-malozemědělskou složku na Moravě. Po odchodu Aloise Kaderky se v roce 1924 stal předsedou Svazu lidových Otčin domkářů a malozemědělců.
V parlamentních volbách v roce 1925 získal za Československou lidovou stranu mandát v Národním shromáždění.
Později zasedal v horní komoře parlamentu. V parlamentních volbách v roce 1935 získal senátorské křeslo v Národním shromáždění. V senátu setrval do jeho zrušení v roce 1939, přičemž krátce předtím ještě v prosinci 1938 přestoupil do nově vzniklé Strany národní jednoty.
Podle údajů k roku 1925 byl profesí domkářem v Břestě u Kroměříže.
Po nacistické okupaci Československa odešel z politického života a v ústraní zůstal i po roce 1945.